# Kokoryczka wonna
Kokoryczka wonna (Polygonatum odoratum (Mill) Druce) – gatunek byliny należący do rodziny szparagowatych. Znana też jako kokoryczka lekarska. Występuje na terenie prawie całej Europy, a także w Azji i Ameryce Północnej. W Polsce roślina dość rozpowszechniona, spotykana na całym niżu i w niższych położeniach górskich.

## Morfologia
ŁodygiNadziemne łodygi nagie, kanciaste, w górze nieco spłaszczone, łukowato wygięte, o wysokości od 15 do 65 cm. Wyrastają z czołgającego się, rozgałęzionego grubego kłącza, ze śladami po ubiegłorocznych obumarłych łodygach.
LiścieSzerokolancetowate do eliptycznych, szorstkie, nasadą obejmujące łodygę, od spodu szarozielone, zaostrzone, całobrzegie, ustawione dwustronnie, malejące ku górze. Nerwacja wyraźnie widoczna.
KwiatyDzwonkowate, o długości (12)14–20(30) mm, najczęściej pojedyncze, rzadziej w gronach po dwa sporadycznie 3–5 kwiatów. Wyrastają w kątach liści na szypułkach o długości do 2 cm, wonne lub słabo pachnące, koloru białawego, lub zielono-białego. Okwiat sześcio-ząbkowy, ząbki okwiatu o długości do 5 mm, człony okwiatu zrosłe w rurkę. Kwiat ma sześć pręcików o nagich nitkach. Pylniki trójkątne, słupek 1 górny, dzbanuszkowaty.
OwocJagoda z kilkoma nasionami. Dojrzałe owoce koloru sinoczarnego o średnicy od 8 do 12 mm.

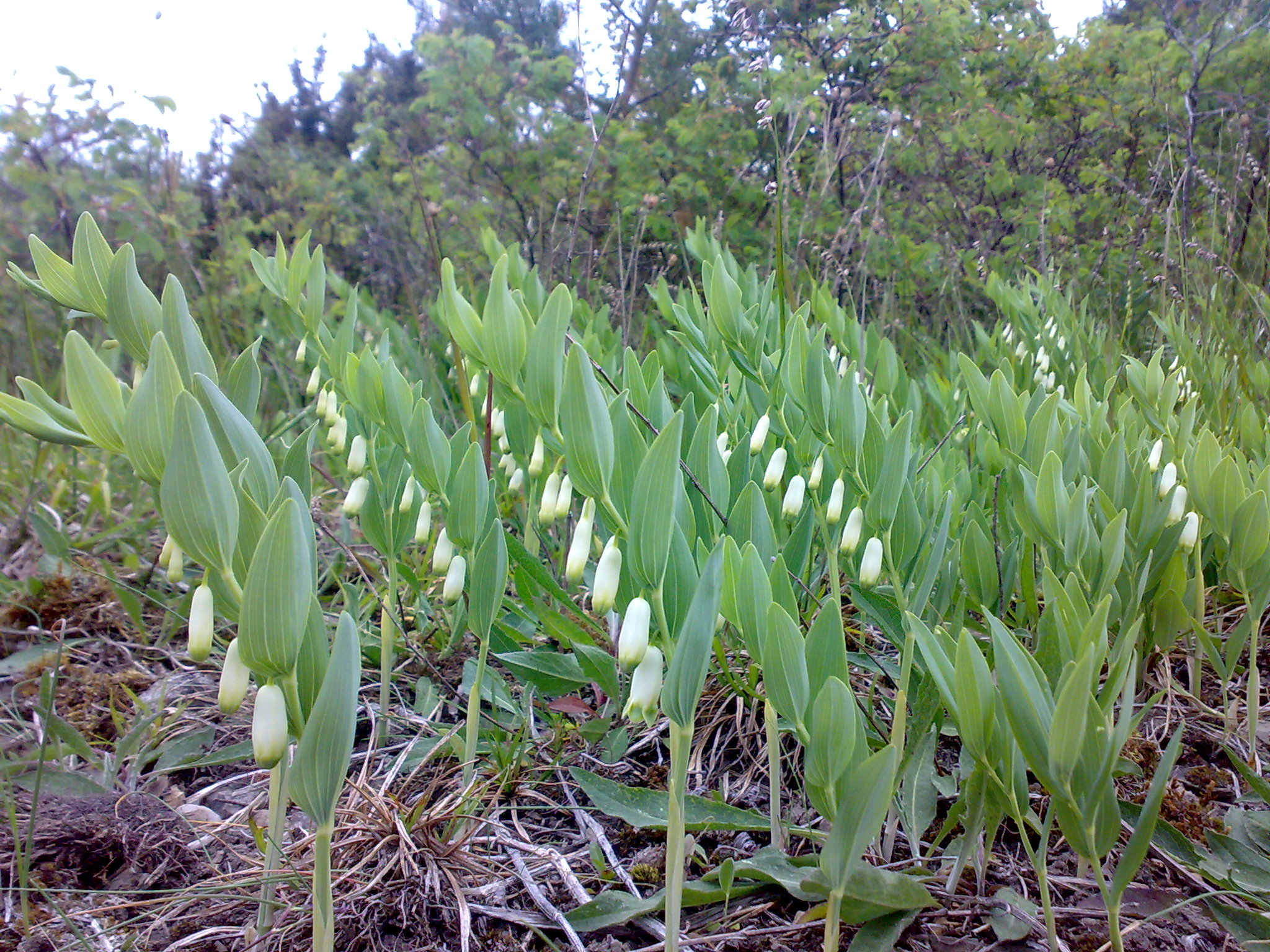
Pokrój kwitnących roślin
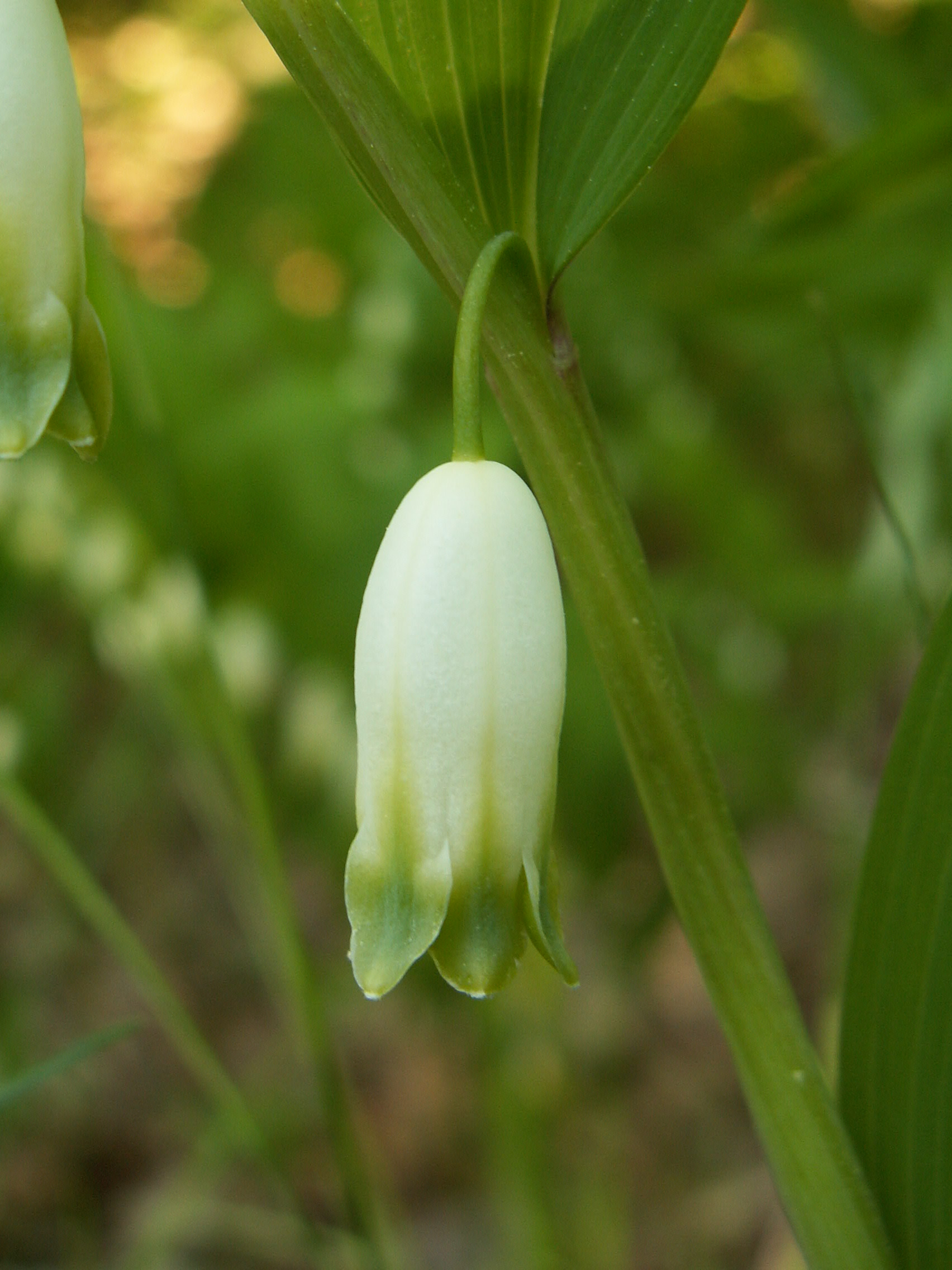
Kwiat
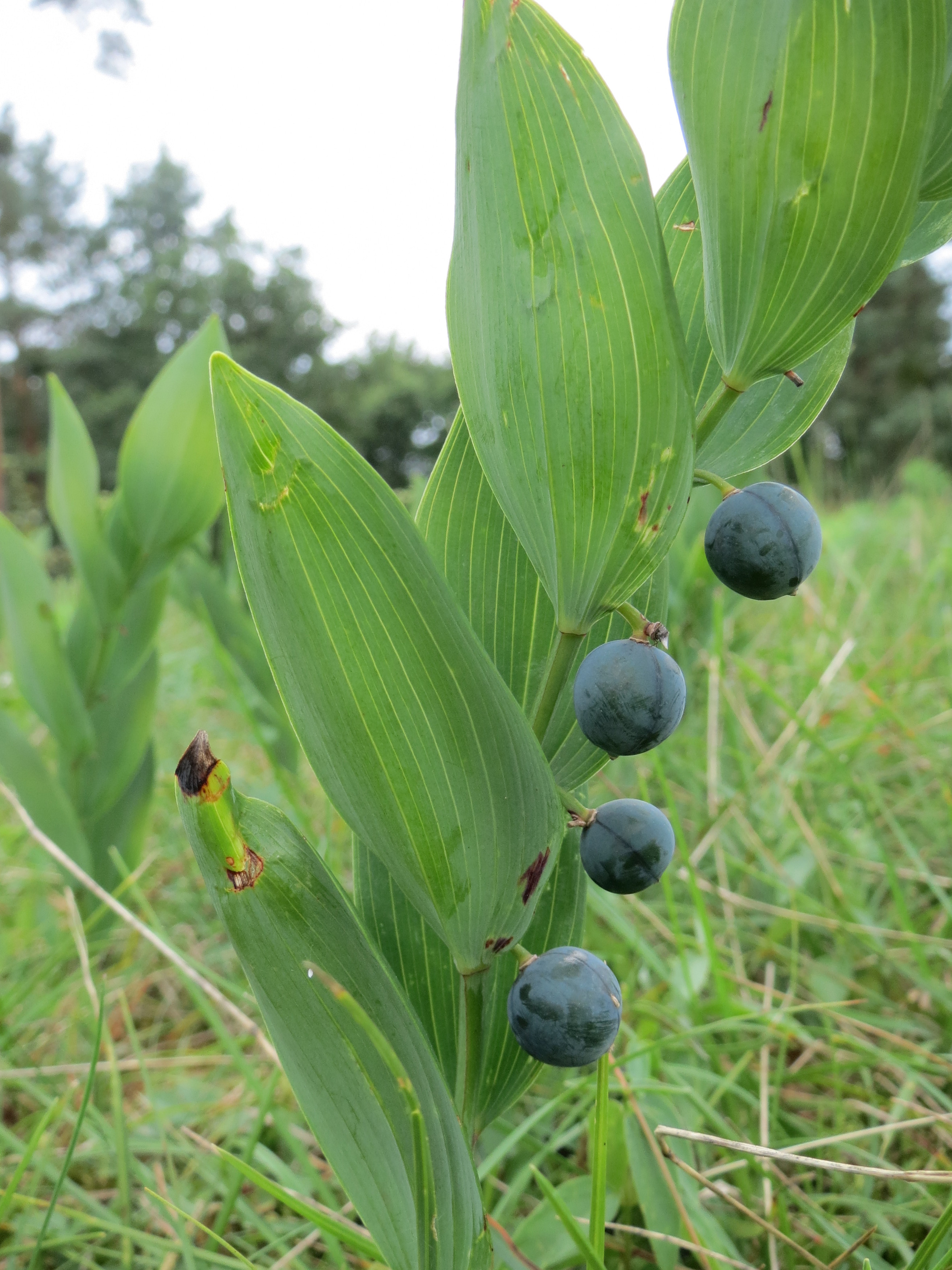
Dojrzałe owoce

Gatunki podobneKokoryczka wielokwiatowa P. multiflorum ma 2–6 kwiatów w gronach (czasem nawet do 10), kwiaty te są przewężone i zakończone nieco krótszymi ząbkami (do 3–4 mm), nitki pręcików są pokryte rzadkimi włoskami. Gatunek ten różni się też obłymi łodygami (u kokoryczki wonnej kanciastymi), osiągającymi też czasem większą długość (nawet do 100 cm).

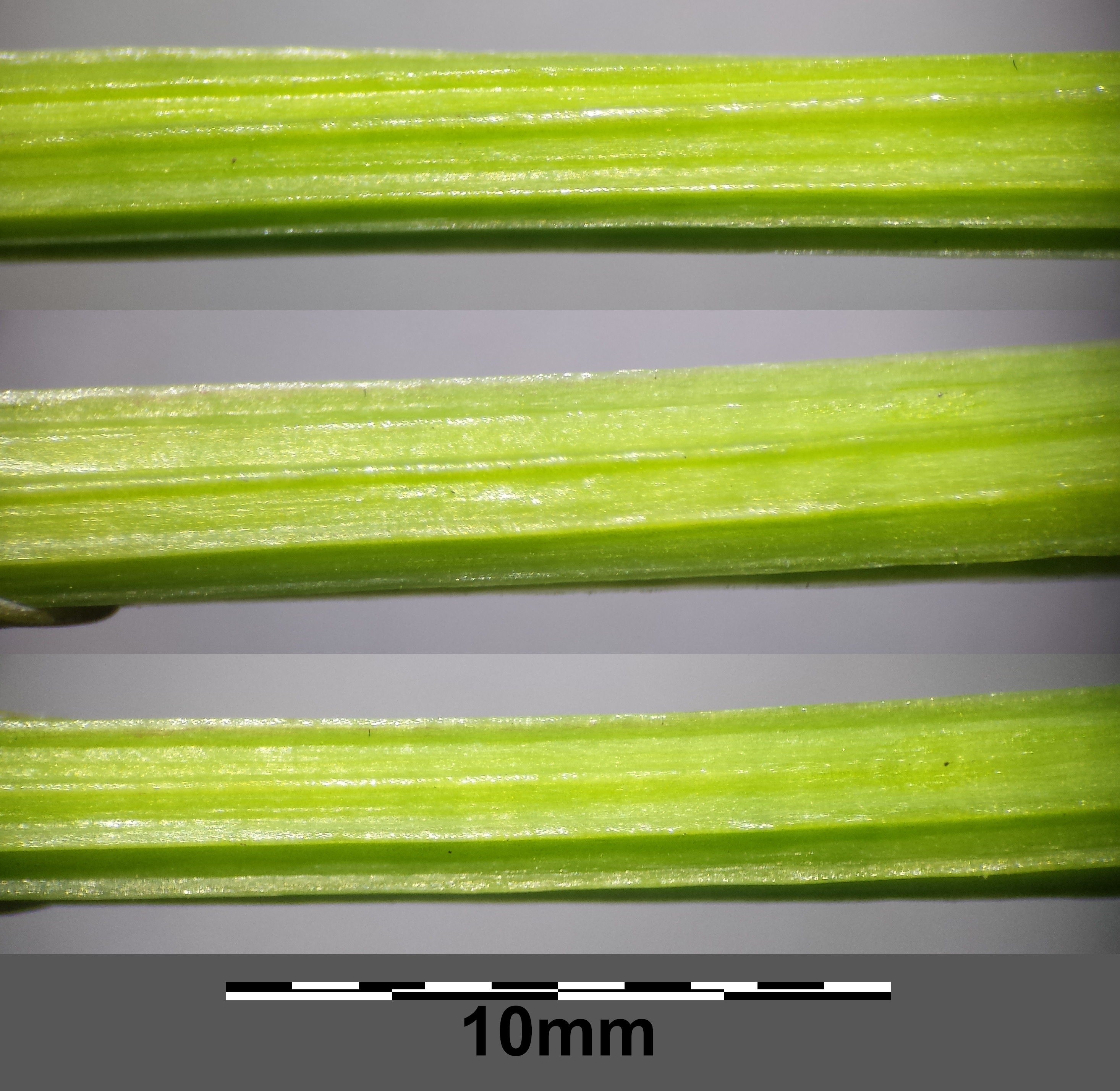
Kanciaste łodygi P. odoratum
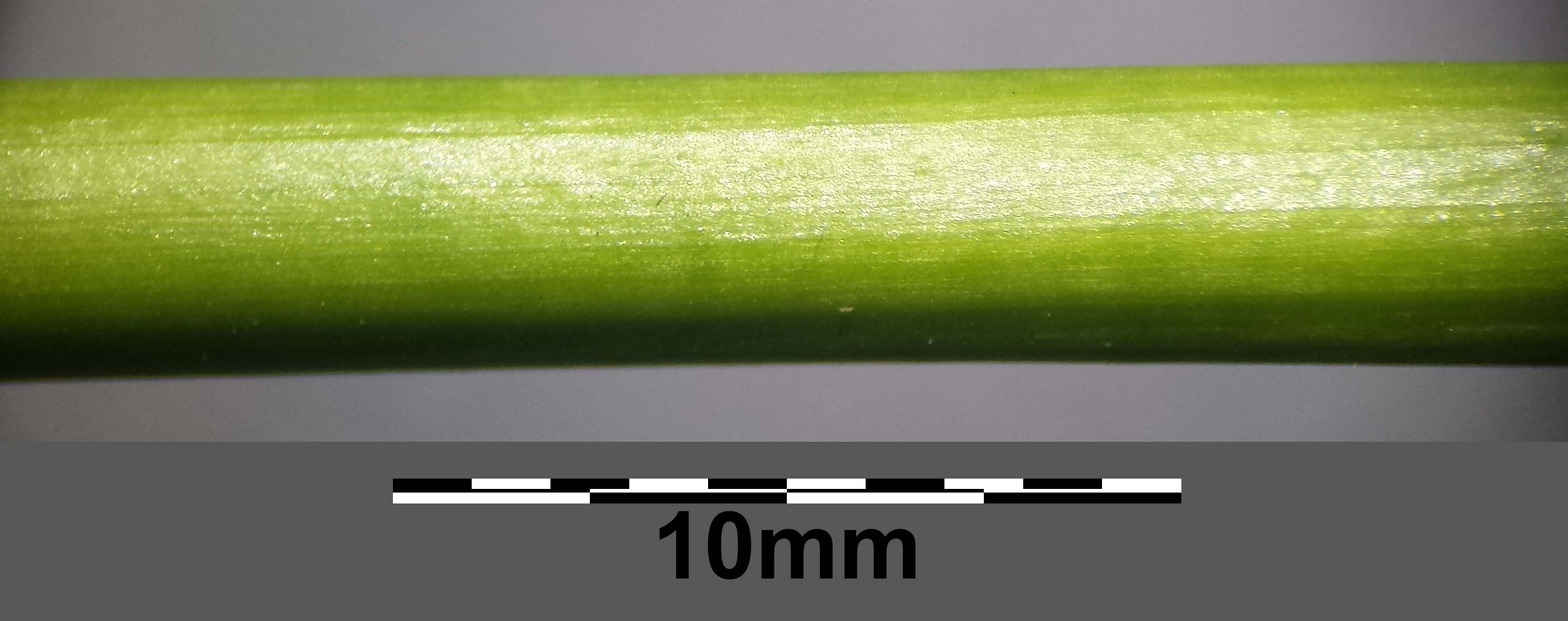
Obła łodyga P. multiflorum

## Biologia i ekologia
Geofit. Kwitnie od maja do czerwca. Preferuje stanowiska naświetlone, gleby suche do świeżych, średniożyzne. Rośnie w widnych lasach (ciepłolubnych i acydofilnych dąbrowach, w borach sosnowych i borach mieszanych), w zaroślach i zbiorowiskach okrajkowych. W klasyfikacji zbiorowisk roślinnych, gatunek charakterystyczny dla związku roślinnego Geranion sanguinei. 
Roślina trującaZawiera trujące glikozydy i asparganinę. Cała roślina jest toksyczna, powoduje zatrucia u ludzi.

## Mieszaniec
Krzyżuje się z kokoryczką wielokwiatową P. multiflorum dając mieszańca – Polygonatum ×hybridum Brügger. Ma on cechy pośrednie między taksonami rodzicielskimi i czasem zawiązuje płodne owoce. Jest często uprawiany, przynajmniej w zachodniej i północnej Europie częściej niż gatunki rodzicielskie, a stanowiska w naturze uznawane są zwykle za wynik „ucieczki z ogrodu”.

## Zastosowanie
Roślina ozdobna
- Bardzo ozdobna i atrakcyjna roślina w ogrodzie. Szczególnie nadaje się do sadzenia w zadrzewionych zakątkach ogrodu. Wymaga żyznej, próchnicznej gleby.

Roślina lecznicza
- Surowiec zielarski: podstawowym surowcem jest ziele i kłącze (Herba et Rhizoma Polygonati seu Radix), zawierające alkaloidy, saponiny, flawonoidy (rutynę, kwercetynę), glikozydy podobne do glikozydów konwalii (polygonatoksyny), śluzy, kwas chelidonowy, asparaginę, glikotyninę.